# Markiza de Sévigné

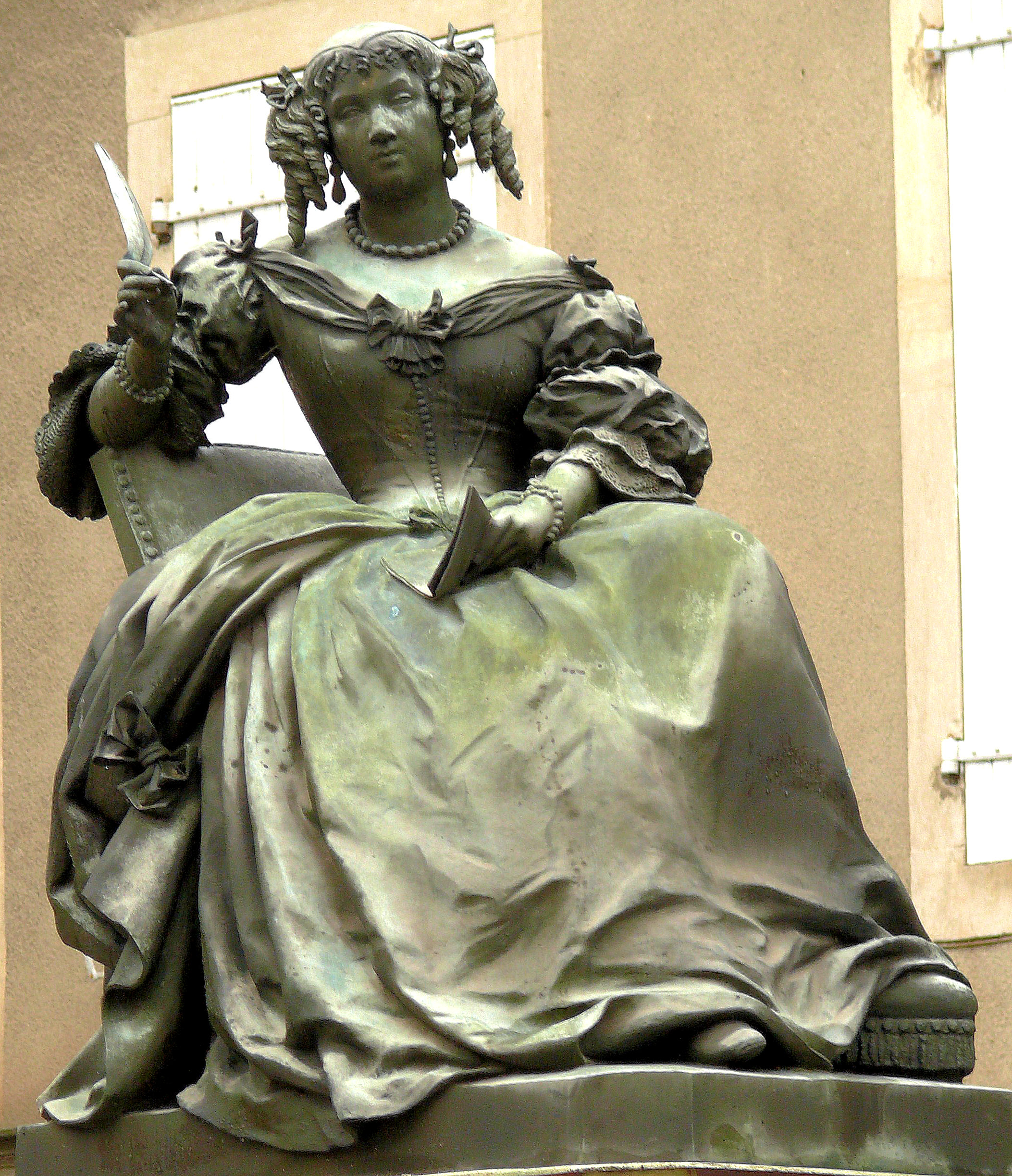
Pomnik pani de Sévigné w Grignon

Marie de Rabutin-Chantal, baronowa de Sévigné, zwana markizą de Sévigné (ur. 5 lutego 1626 w Paryżu, zm. 17 kwietnia 1696 w Grignon) – francuska arystokratka, znana w historii literatury francuskiej jako autorka kilkuset listów adresowanych do córki.

## Życiorys

### Młodość
Urodziła się jako Marie de Rabutin-Chantal, córka Celse’a-Bénigne’a de Rabutina, barona de Chantal, i jego żony Marii de Coulanges. Wcześnie została osierocona: jej ojciec zginął w 1627 w czasie walk na wyspie Ré, toczonych w okresie oblężenia La Rochelle. W wieku siedmiu lat straciła również matkę. Znalazła się wtedy pod prawną opieką dziadka, Philippe’a de Coulanges, a po jego śmierci – jego najstarszego syna, również Philippe’a. Rodzina de Coulanges postanowiła nie oddawać jej do klasztoru, wbrew sugestiom babki dziewczynki ze strony ojca, Jeanne de Chantal, współzałożycielki zakonu wizytek. Marie odebrała prywatną edukację, jej nauczycielami byli historyk Jean Chapelain i poeta Gilles Ménage.

### Małżeństwo
Mając 18 lat, wyszła za mąż za Henriego de Sévigné, kandydata wybranego przez wuja, biskupa Christophe’a de Coulanges. Natychmiast po ślubie wyjechała do posiadłości męża – zamku Les Rochers. 10 października 1646 urodziła pierwsze dziecko – córkę Françoise-Marguerite, zaś w półtora roku później syna Charlesa. W Les Rochers zaczęła prowadzić salon otwarty.
Po 1648 zaczęły się problemy finansowe jej męża, zaangażowanego w ruch Frondy. Pod wpływem swoich krewnych przeprowadziła wówczas rozdział majątku małżonków, co nie przeszkadzało jej nadal wspierać męża materialnie, mimo jego niewierności. Henri de Sévigné zdradzał żonę kolejno z Ninon de Lenclos i z kurtyzaną nazwiskiem de Gondran, zwaną „piękną Lolo”. 5 lutego 1651, pojedynkując się z jej powodu z kawalerem d’Albret, został śmiertelnie ranny. Marie de Sévigné nie wyszła ponownie za mąż.

### Wdowieństwo
W 1652, po załatwieniu spraw spadkowych, przeniosła się do Paryża, gdzie razem z ciotką wynajęła pałac przy ulicy du Temple. Ponownie zaangażowała się głównie w życie towarzyskie – wizyty dworskie i prowadzenie salonu, stając się szybko jedną z najpopularniejszych arystokratek w Paryżu. Baronowa sama zajmowała się edukacją swojej córki, syna oddając do nieustalonych szkół. W 1668 zaaranżowała małżeństwo swojej córki z hrabią François de Grignan. Ślub miał miejsce w roku następnym.
W 1671 hrabia de Grignan otrzymał stanowisko namiestnika gubernatora Prowansji i musiał razem z żoną opuścić stolicę Francji. Marie de Sévigné nie mogła pogodzić się z wyjazdem ukochanej córki. Od tej pory co najmniej dwa razy w tygodniu wysyłała do niej listy, uznane po jej śmierci za wybitne dzieła epistolograficzne. Nie straciła jednak zupełnie bezpośredniego kontaktu z córką: już po roku udała się do zajmowanego przez nią zamku Grignan i mieszkała tam przez 12 miesięcy. Niezadowolona jednak z warunków, w jakich mieszkała w Grignan (musiała przebywać w średniowiecznej, nieogrzewanej warowni), powróciła do Paryża i osobiście spotkała się z córką dopiero 17 lat później, gdy ta odwiedziła ją w stolicy. Nie zmieniła dotychczasowego trybu życia, mimo kłopotów ze zdrowiem (reumatyzmu), chociaż z czasem ograniczyła wizyty na dworze królewskim. Zmieniła również miejsce zamieszkania, przenosząc się do paryskiego pałacu Carnavalet, który kazała odremontować.
W 1694 ponownie wyjechała do córki do Grignan, gdzie nieoczekiwanie zachorowała 4 kwietnia 1696 i po kilkunastu dniach zmarła. Została pochowana w grobie rodziny Grignan w tym samym zamku. Jej grób został zniszczony w czasie rewolucji francuskiej.

## Listy
Pani de Sévigné w okresie między rokiem 1669 a 1694 napisała kilkaset listów, adresowanych głównie do córki Françoise-Marguerite. Innymi osobami, z którymi prowadziła korespondencję, byli pan de Pomponne, jej wuj Christophe de Coulanges oraz kuzyn hrabia de Bussy Rabutin. Do naszych czasów zachowało się jedynie około połowy tekstów, gdyż pozostałe zostały zniszczone przez ich adresatów lub ich spadkobierców.
Tematyka podejmowana w listach związana jest z codziennym życiem ich autorki. Opisuje ona wydarzenia z życia towarzyskiego Paryża oraz odnosi się do epizodów z politycznego życia kraju, których była świadkiem lub które były dyskutowane w jej salonie.